# 2023年亞洲擊劍錦標賽
2023年亞洲擊劍錦標賽於2023年6月17日至22日在中國無錫太湖國際博覽中心舉行，比賽共分爲12個項目，其中6個個人項目於17日至19日進行，另外6個團體項目則於20日至22日進行。日本队以4枚金牌的成绩位列奖牌榜首位，这是该国在该世纪首次在亚洲击剑锦标赛上排名奖牌榜榜首，韩国队则获得3枚金牌，15年来首次未能进入奖牌榜榜首。

## 獎牌榜
*   主办国家/地区（中國）
| 排名                     | 国家 / 地区              | 金牌 | 銀牌 | 銅牌 | 总计 |
| ------------------------ | ------------------------ | ---- | ---- | ---- | ---- |
| 1                        | 日本                     | 4    | 1    | 4    | 9    |
| 2                        |                          | 3    | 5    | 4    | 12   |
| 3                        | 中國*                    | 2    | 3    | 6    | 11   |
| 4                        | 香港                     | 1    | 1    | 6    | 8    |
| 5                        | 伊朗                     | 1    | 1    | 1    | 3    |
| 6                        |                          | 1    | 0    | 0    | 1    |
| 7                        |                          | 0    | 1    | 0    | 1    |
| 8                        | 新加坡                   | 0    | 0    | 2    | 2    |
| 9                        | 印度                     | 0    | 0    | 1    | 1    |
| 总计（共9个国家 / 地区） | 总计（共9个国家 / 地区） | 12   | 12   | 24   | 48   |

## 獎牌得主

### 男子
| 項目     | 金牌                                                    | 银牌                                                                                  | 铜牌                                                      |
| 個人銳劍 | 加納虹輝 · 日本（JPN）                                  | 俞乐凡 · 中国（CHN）                                                                  | Kim Jae-won · 韩国（KOR）                                 |
| 個人銳劍 | 加納虹輝 · 日本（JPN）                                  | 俞乐凡 · 中国（CHN）                                                                  | 古俣圣 · 日本（JPN）                                      |
| 團體銳劍 | 日本（JPN） · 加纳虹辉 · 古俣圣 · 松本龙 · 山田优       | （KAZ） · 埃米尔·阿利姆扎诺夫 · 鲁斯兰·库尔班诺夫 · Yerlik Sertay · 瓦季姆·沙尔莱莫夫 | （KOR） · Kim Jae-won · 权永晙 · 马世健 · Son Tae-jin     |
| 團體銳劍 | 日本（JPN） · 加纳虹辉 · 古俣圣 · 松本龙 · 山田优       | （KAZ） · 埃米尔·阿利姆扎诺夫 · 鲁斯兰·库尔班诺夫 · Yerlik Sertay · 瓦季姆·沙尔莱莫夫 | 中國香港（HKG） · 周澤軒 · 方凱申 · 何瑋桁 · 吳浩天       |
| 個人鈍劍 | 莫梓维 · 中国（CHN）                                    | 河泰圭 · 韩国（KOR）                                                                  | 楊子加 · 中國香港（HKG）                                  |
| 個人鈍劍 | 莫梓维 · 中国（CHN）                                    | 河泰圭 · 韩国（KOR）                                                                  | 許俊 · 韩国（KOR）                                        |
| 團體鈍劍 | 日本（JPN） · 飯村一輝 · 松山恭助 · 敷根崇裕 · 鈴村健太 | （KOR） · 河泰圭 · 許俊 · Im Cheol-woo · 李侊炫                                       | 中國（CHN） · 陈海威 · 莫梓维 · 许杰 · 曾昭然             |
| 團體鈍劍 | 日本（JPN） · 飯村一輝 · 松山恭助 · 敷根崇裕 · 鈴村健太 | （KOR） · 河泰圭 · 許俊 · Im Cheol-woo · 李侊炫                                       | 中國香港（HKG） · 張家朗 · 蔡俊彥 · 梁千雨 · 楊子加       |
| 個人軍刀 | 阿里·帕克达曼 · 伊朗（IRI）                             | 金准鎬 · 韩国（KOR）                                                                  | 穆罕默德·拉赫巴里 · 伊朗（IRI）                           |
| 個人軍刀 | 阿里·帕克达曼 · 伊朗（IRI）                             | 金准鎬 · 韩国（KOR）                                                                  | 羅浩天 · 中國香港（HKG）                                  |
| 團體軍刀 | （KOR） · 具本佶 · 金政焕 · 金准镐 · 吴尚旭             | 伊朗（IRI） · 法尔扎德·巴赫尔 · 穆罕默德·福图希 · 阿里·帕克达曼 · 穆罕默德·拉赫巴里   | 中國（CHN） · 梁建豪 · 林霄 · 沈晨鹏 · 颜颖慧             |
| 團體軍刀 | （KOR） · 具本佶 · 金政焕 · 金准镐 · 吴尚旭             | 伊朗（IRI） · 法尔扎德·巴赫尔 · 穆罕默德·福图希 · 阿里·帕克达曼 · 穆罕默德·拉赫巴里   | 日本（JPN） · 小久保真旺 · 斯崔茲海飛 · 坪颯登 · 吉田健人 |

### 女子
| 項目     | 金牌                                                  | 银牌                                                | 铜牌                                                       |
| 個人銳劍 | 江旻憓 · 中國香港（HKG）                              | 宋世羅 · 韩国（KOR）                                | 林聲 · 中国（CHN）                                         |
| 個人銳劍 | 江旻憓 · 中國香港（HKG）                              | 宋世羅 · 韩国（KOR）                                | 崔仁貞 · 韩国（KOR）                                       |
| 團體銳劍 | （KOR） · 崔仁贞 · 姜荣美 · 李慧仁 · 宋世罗           | 中國香港（HKG） · 陳渭泠 · 朱嘉望 · 佘繕妡 · 江旻憓 | 中國（CHN） · 林声 · 孙一文 · 唐君瑶 · 朱明叶              |
| 團體銳劍 | （KOR） · 崔仁贞 · 姜荣美 · 李慧仁 · 宋世罗           | 中國香港（HKG） · 陳渭泠 · 朱嘉望 · 佘繕妡 · 江旻憓 | 日本（JPN） · 馬場晴菜 · 齋藤華南 · 佐藤希望 · 吉村美穗    |
| 個人鈍劍 | 陳情緣 · 中国（CHN）                                  | 東晟良 · 日本（JPN）                                | 石玥 · 中国（CHN）                                         |
| 個人鈍劍 | 陳情緣 · 中国（CHN）                                  | 東晟良 · 日本（JPN）                                | 阿米塔·贝尔蒂尔 · 新加坡（SGP）                            |
| 團體鈍劍 | 日本（JPN） · 東晟良 · 菊池小卷 · 宮脇花綸 · 上野优佳 | 中國（CHN） · 蔡苑廷 · 陳情緣 · 傅依婷 · 黄芊芊     | 中國香港（HKG） · 陳諾思 · 鄭曉為 · 關渝澄 · 符妤名        |
| 團體鈍劍 | 日本（JPN） · 東晟良 · 菊池小卷 · 宮脇花綸 · 上野优佳 | 中國（CHN） · 蔡苑廷 · 陳情緣 · 傅依婷 · 黄芊芊     | 新加坡（SGP） · 阿米塔·贝尔蒂尔 · 章可美 · 戴妤玲 · 黄颉歆 |
| 個人軍刀 | 扎伊娜卜·达伊别科娃 · 乌兹别克斯坦（UZB）             | 尹智秀 · 韩国（KOR）                                | 杨恒郁 · 中国（CHN）                                       |
| 個人軍刀 | 扎伊娜卜·达伊别科娃 · 乌兹别克斯坦（UZB）             | 尹智秀 · 韩国（KOR）                                | C. A. Bhavani Devi · 印度（IND）                           |
| 團體軍刀 | （KOR） · 崔世彬 · Hong Hae-un · 全恩惠 · 尹智秀      | 中國（CHN） · 傅颖 · 邵雅琦 · 杨恒郁 · 张心怡       | 日本（JPN） · 江村美咲 · 福島史帆實 · 尾崎世梨 · 高嶋理紗  |
| 團體軍刀 | （KOR） · 崔世彬 · Hong Hae-un · 全恩惠 · 尹智秀      | 中國（CHN） · 傅颖 · 邵雅琦 · 杨恒郁 · 张心怡       | 中國香港（HKG） · 歐倩瑩 · 朱詠翹 · 梁洛文 · 薛雅齊        |

## 外部連結
- 比賽結果 （页面存档备份，存于）